# Warglewo
Warglewo ist ein kleiner Ort in der polnischen Woiwodschaft Ermland-Masuren und gehört zur Gmina Olsztynek (Stadt- und Landgemeinde Hohenstein i. Ostpr.) im Powiat Olsztyński (Kreis Allenstein).
Warglewo liegt westlich des Czarne Jezioro, 29 Kilometer südwestlich der Kreisstadt Olsztyn (deutsch Allenstein).
Über die Geschichte der heutigen Waldsiedlung (polnisch Osada leśna) liegen keine Belege vor. So bleibt die Frage offen, ob der Ort vielleicht erst nach 1945 gegründet worden ist, ebenso die Frage nach einer deutschen Namensform vor 1945.
Warglewo ist in das Schulzenamt (polnisch Sołectwo) Warlity Małe (Warglitten bei Hohenstein) in der Stadt- und Landgemeinde Olsztynek (Hohenstein i. Ostpr.) im Powiat Olsztyński (Kreis Allenstein) eingegliedert, bis 1998 der Woiwodschaft Olsztyn, seither der Woiwodschaft Ermland-Masuren zugehörig. Am 26. Oktober 2020 zählte der Ort neun Einwohner.
Kirchlich gehört Warglewo evangelischerseits zur Stadt Olsztynek, römisch-katholischerseits zur Pfarrei Wigwałd (Wittigwalde).
Warglewo liegt wenige hundert Meter nördlich der Nebenstraße Olsztynek–Ostróda. Eine Bahnanbindung besteht nicht.